# Lijst van voetbalinterlands China - Oezbekistan
Deze lijst van voetbalinterlands is een overzicht van alle officiële voetbalwedstrijden tussen de nationale teams van China en Oezbekistan. De landen speelden tot op heden veertien keer tegen elkaar. De eerste ontmoeting, de finale van de Aziatische Spelen 1994, werd gespeeld in Hiroshima (Japan) op 16 oktober 1994. Het laatste duel, een vriendschappelijke wedstrijd, vond plaats op 16 oktober 2023 in Dalian.

## Wedstrijden
| №  | Plaats    | Datum             | Competitie             | Wedstrijd           | Uitslag |
| -- | --------- | ----------------- | ---------------------- | ------------------- | ------- |
| 1  | Hiroshima | 16 oktober 1994   | Aziatische Spelen 1994 | China – Oezbekistan | 2 – 4   |
| 2  | Al Ain    | 6 december 1996   | Azië Cup 1996          | China – Oezbekistan | 0 – 2   |
| 3  | Shenyang  | 15 september 2001 | WK 2002 kwalificatie   | China – Oezbekistan | 2 – 0   |
| 4  | Tasjkent  | 19 oktober 2001   | WK 2002 kwalificatie   | Oezbekistan – China | 1 – 0   |
| 5  | Macau     | 27 maart 2007     | Vriendschappelijk      | China – Oezbekistan | 3 – 1   |
| 6  | Shah Alam | 18 juli 2007      | Azië Cup 2007          | Oezbekistan – China | 3 – 0   |
| 7  | Doha      | 16 januari 2011   | Azië Cup 2011          | China – Oezbekistan | 2 – 2   |
| 8  | Kunming   | 5 juni 2011       | Vriendschappelijk      | China – Oezbekistan | 1 – 0   |
| 9  | Guangzhou | 6 juni 2013       | Vriendschappelijk      | China − Oezbekistan | 1 − 2   |
| 10 | Brisbane  | 14 januari 2015   | Azië Cup 2015          | China − Oezbekistan | 2 − 1   |
| 11 | Tasjkent  | 11 oktober 2016   | WK 2018 kwalificatie   | Oezbekistan – China | 2 – 0   |
| 12 | Wuhan     | 31 augustus 2017  | WK 2018 kwalificatie   | China − Oezbekistan | 1 − 0   |
| 13 | Nanning   | 25 maart 2019     | Vriendschappelijk      | China − Oezbekistan | 0 − 1   |
| 14 | Dalian    | 16 oktober 2023   | Vriendschappelijk      | China − Oezbekistan | 1 − 2   |

## Samenvatting
| Competitie        | Totaal gespeeld | Winst China | Gelijk | Winst Oezbekistan | Doelsaldo China – Oezbekistan |
| ----------------- | --------------- | ----------- | ------ | ----------------- | ----------------------------- |
| WK-kwalificatie   | 4               | 2           | 0      | 2                 | 3 − 3                         |
| Azië Cup          | 4               | 1           | 1      | 2                 | 4 − 8                         |
| Aziatische Spelen | 1               | 0           | 0      | 1                 | 2 − 4                         |
| Vriendschappelijk | 5               | 2           | 0      | 3                 | 6 − 6                         |
| Totaal            | 14              | 5           | 1      | 8                 | 15 − 21                       |

Wedstrijden bepaald door strafschoppen worden, in lijn met de FIFA, als een gelijkspel gerekend.